# Мамашай Джамісі
Мамашай Джамісі (крим. Mamaşay Camisi) — мечеть в селі Мамашай (Орлівка) Бахчисарайського району, Автономна Республіка Крим.
Пам'ятник архітектури з 1992 року.

## Історія
В 1927 році кримськотатарська мечеть була закрита та перетворена на будинок культури.